# Tarare
Tarare is een gemeente in het Franse departement Rhône (regio Auvergne-Rhône-Alpes). De plaats maakt deel uit van het arrondissement Villefranche-sur-Saône. Tarare telde op 1 januari 2022 10.881 inwoners.

## Geschiedenis
Aan het begin van de 12e eeuw werd hier een priorij gesticht vanuit de Abdij van Savigny. Het oude centrum ontwikkelde zich rond het kasteel van Tarare.
In de tweede helft van de 18e eeuw bouwde George Antoine Simonet een fabriek in Tarare voor de productie van mousseline, een stof op basis van katoen. Bij de productie werd gebruik gemaakt van het zuivere water van de Turdine en de Taret. In de 19e eeuw werd Tarare de "stad van de mousseline". Daarbij kwam ook een manufactuur opgezet door Jean-Baptiste Martin waar velours en pluche werden gemaakt. De gemeente kreeg een treinstation op de lijn Lyon-Roanne (waarvoor tussen 1863 en 1866 een viaduct werd gebouwd), een slachthuis, een nieuwe kerk en stadhuis en verschillende scholen voor de groeiende bevolking. Tussen 1901 en 1904 werd de stuwdam van Joux op de Turdine gebouwd om de gemeente en haar industrie steeds van water te voorzien.
In augustus 1944 werd het spoorwegviaduct gebombardeerd. Vanaf de jaren 1950 schakelde de industrie over op de productie van synthetische stoffen. Er werden industrieterreinen en nieuwe woonwijken aangelegd. Vanaf de jaren 1970 kreeg de textielindustrie zware klappen.

## Geografie
De oppervlakte van Tarare bedroeg op 1 januari 2022 13,99 vierkante kilometer; de bevolkingsdichtheid was toen 777,8 inwoners per km². 
De gemeente ligt op 40 km ten noordwesten van Lyon. De gemeente ligt in de valleien van de Turdine en de Taret. Het stuwmeer van Joux op de Turdine heeft een capaciteit van 1.100.000 m³ en een oppervlakte van 11 ha. De heuvel Bel-Air domineert de gemeente. Een derde van de gemeente is bebost.
De onderstaande kaart toont de ligging van Tarare met de belangrijkste infrastructuur en aangrenzende gemeenten.

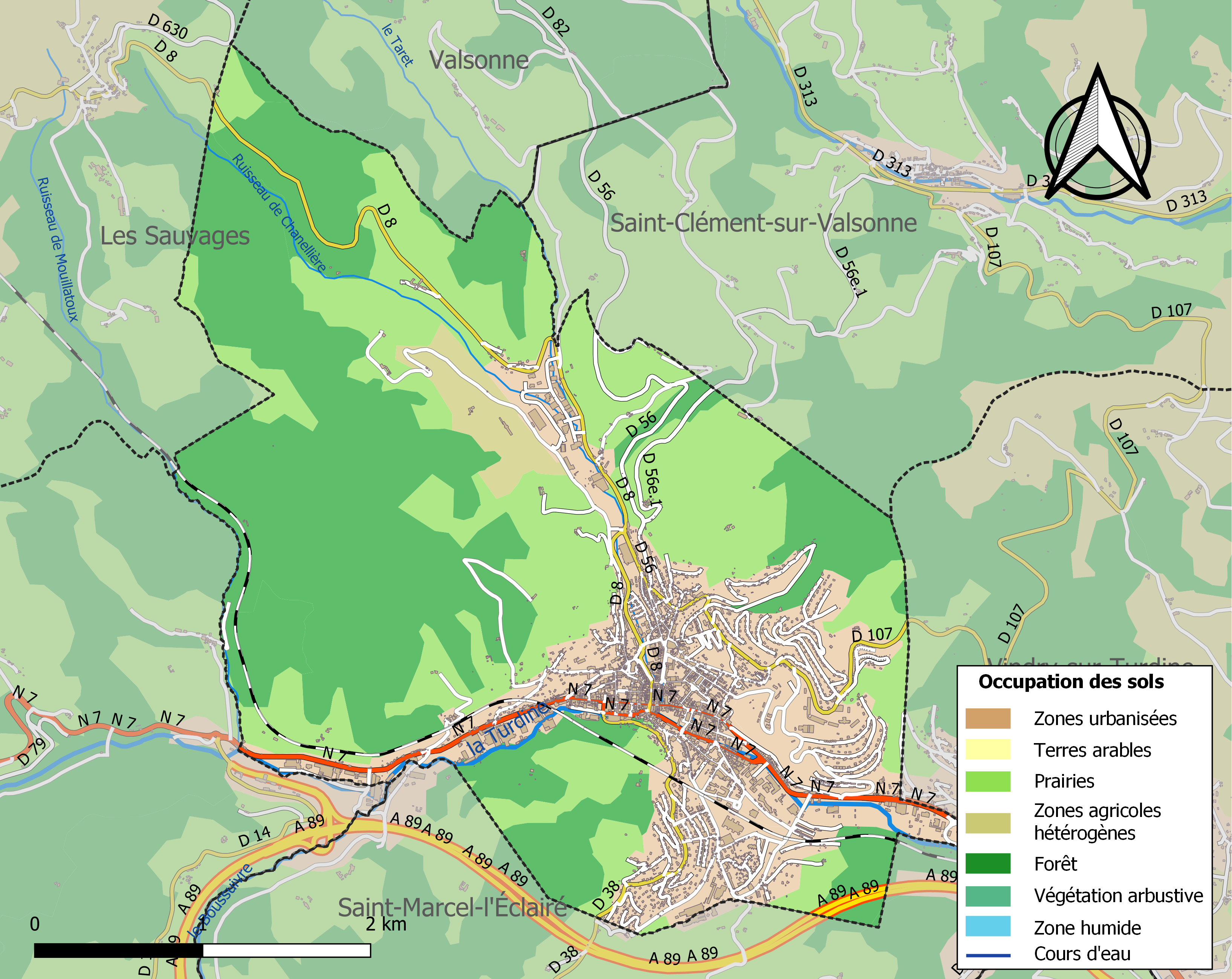

## Demografie
Tegen het einde van de 19e eeuw had de gemeente ongeveer 15.000 inwoners. Onderstaande figuur toont het verloop van het inwonertal (bron: INSEE-tellingen).

## Bezienswaardigheden
- Tour de la prébende des Martin of Tour du Château (eind 15e eeuw)
- Saint-Andrékerk waarvan de oudste delen 18e-eeuws zijn
- Sainte-Madeleinekerk (1825-1827)
- Kapel van Bel-Air (18e eeuw)

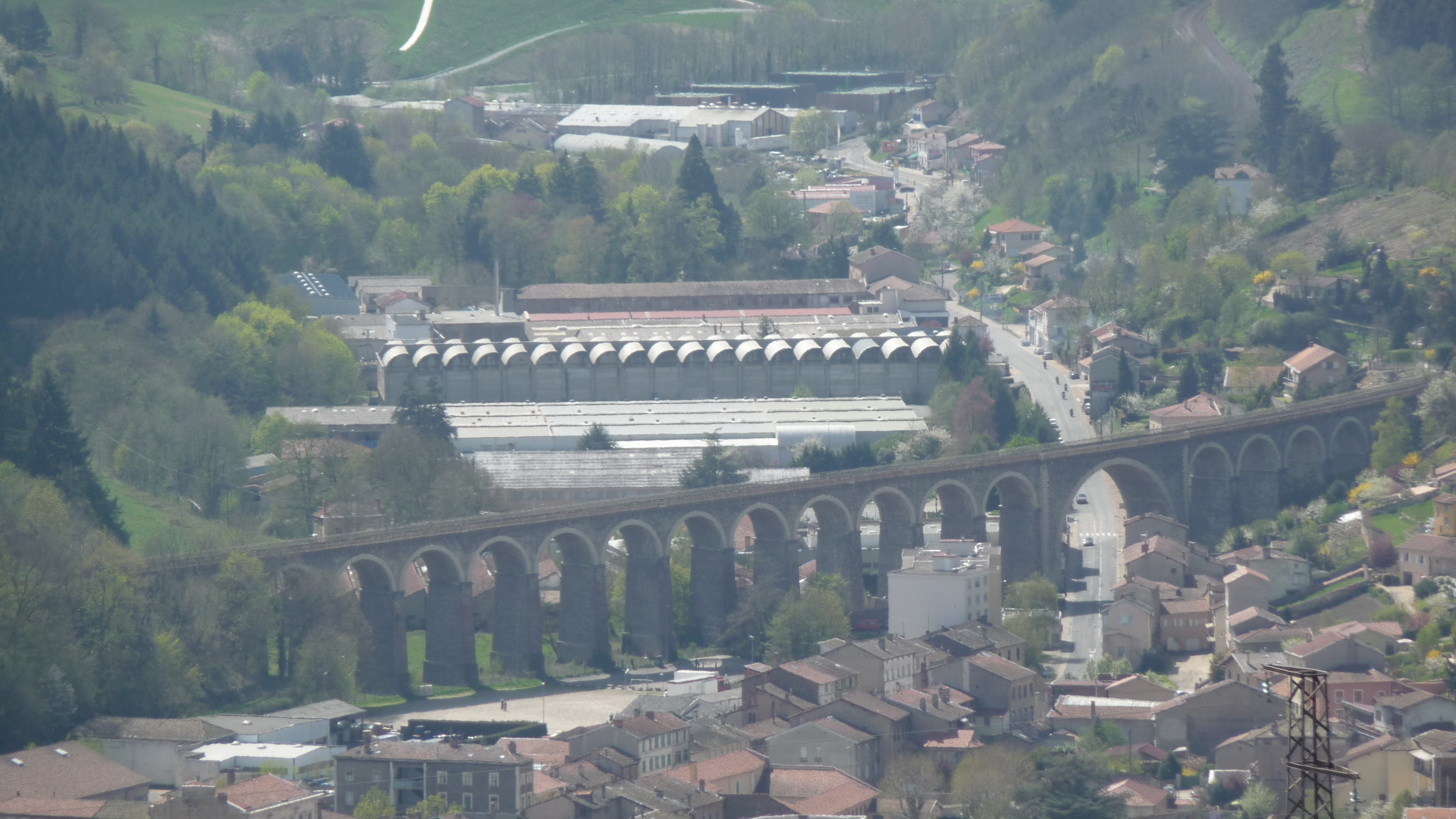
Spoorwegviaduct
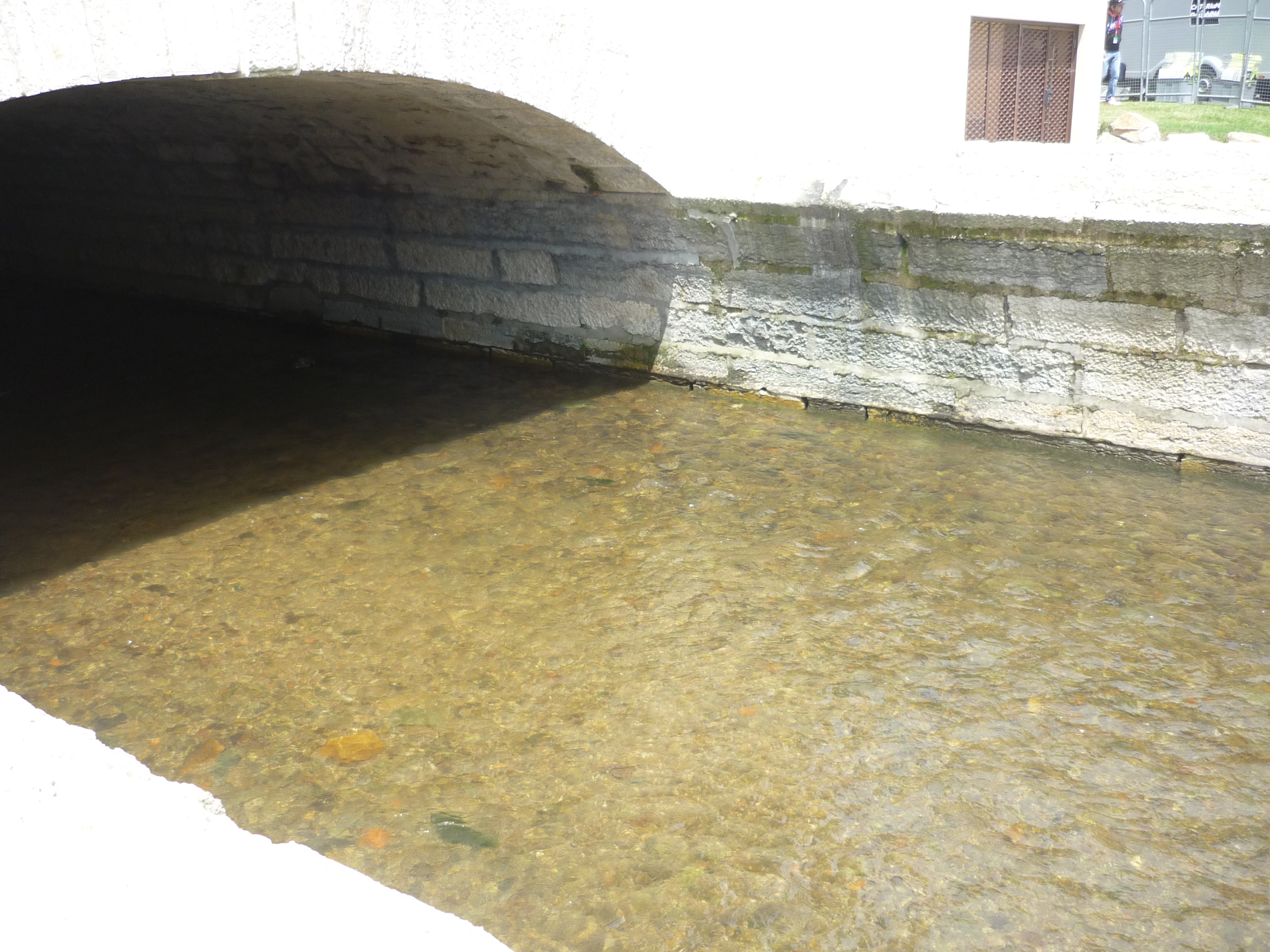
De Turdine
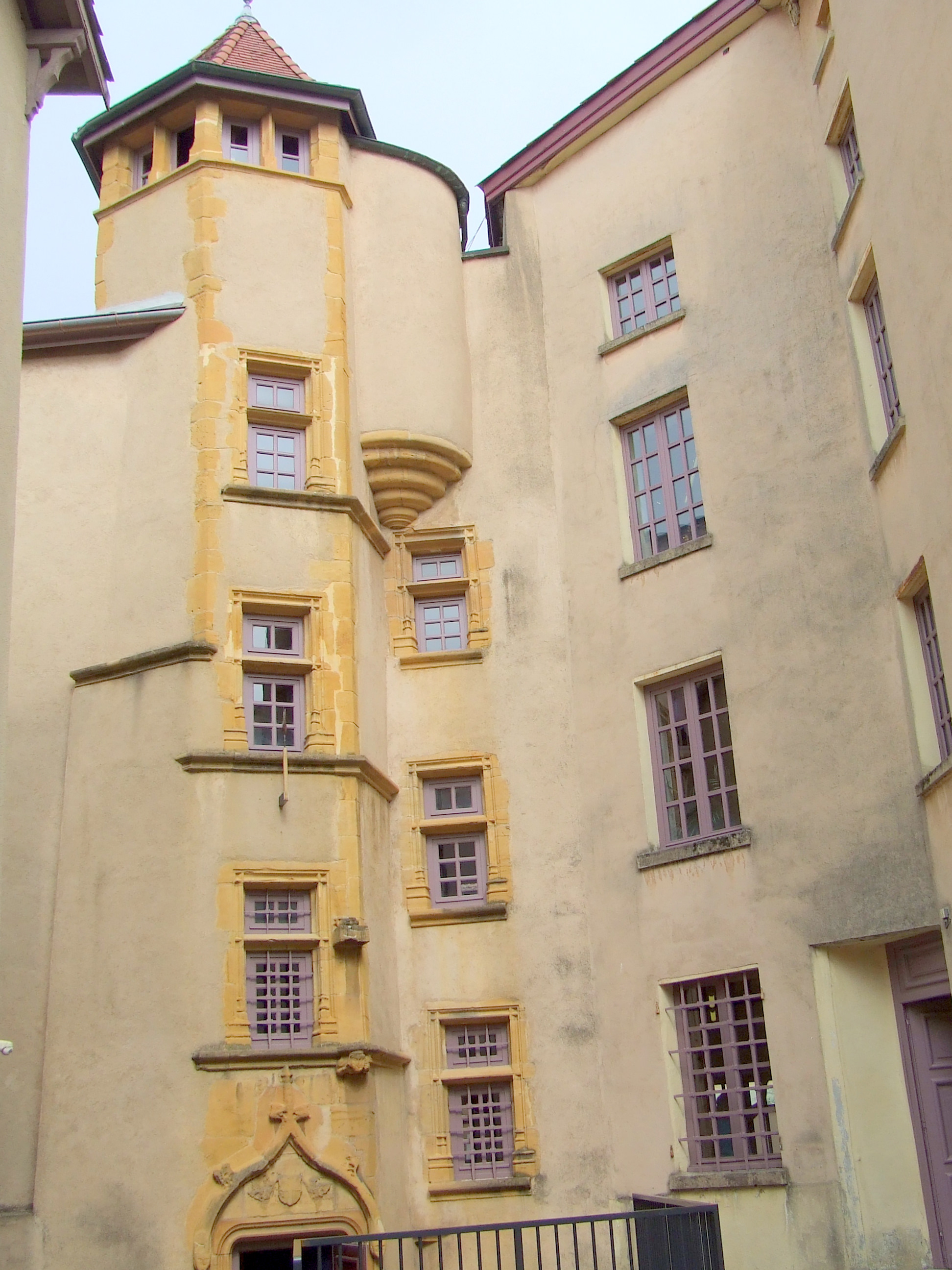
Tour de la prébende des Martin
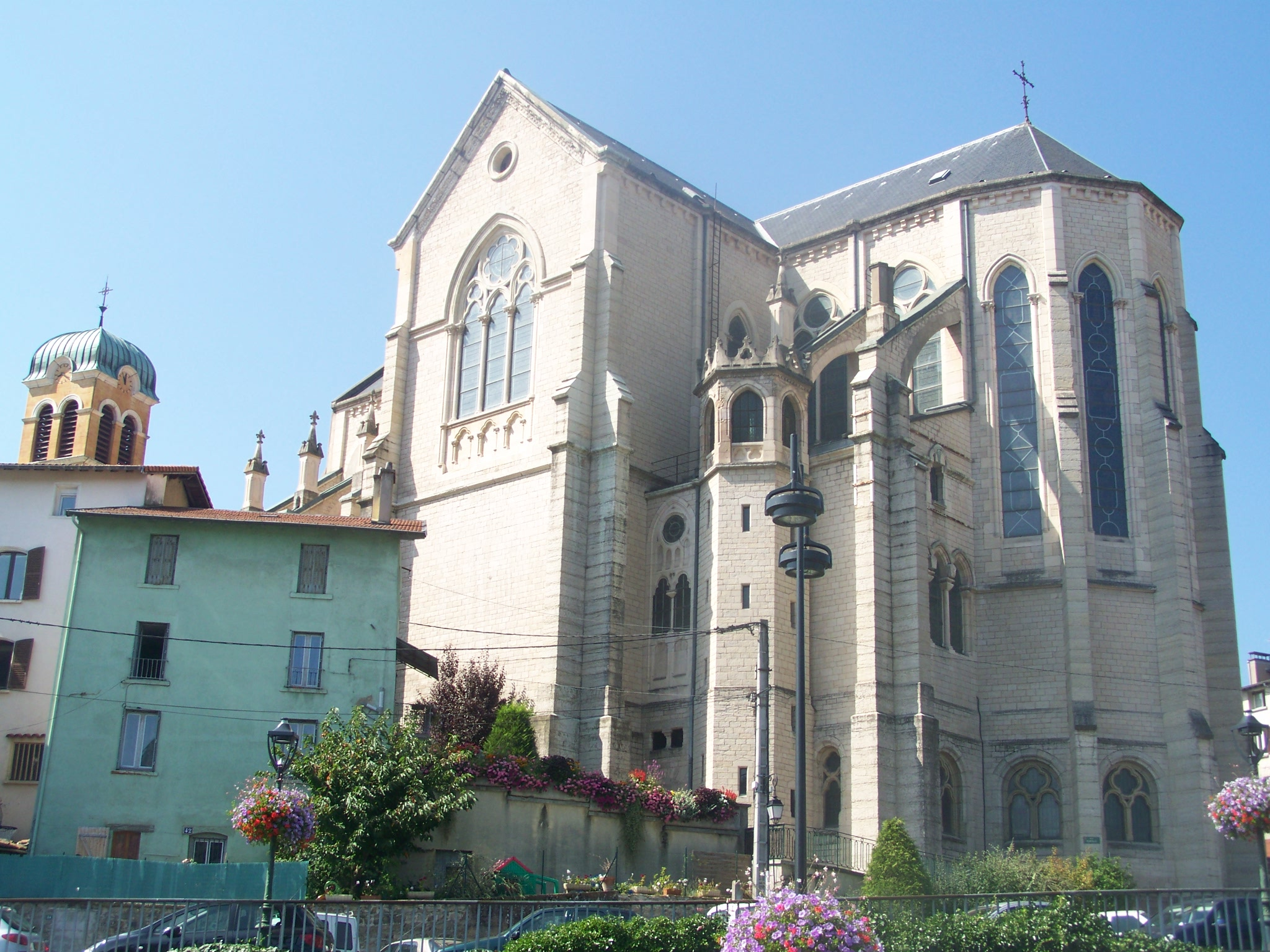
Saint-Andrékerk
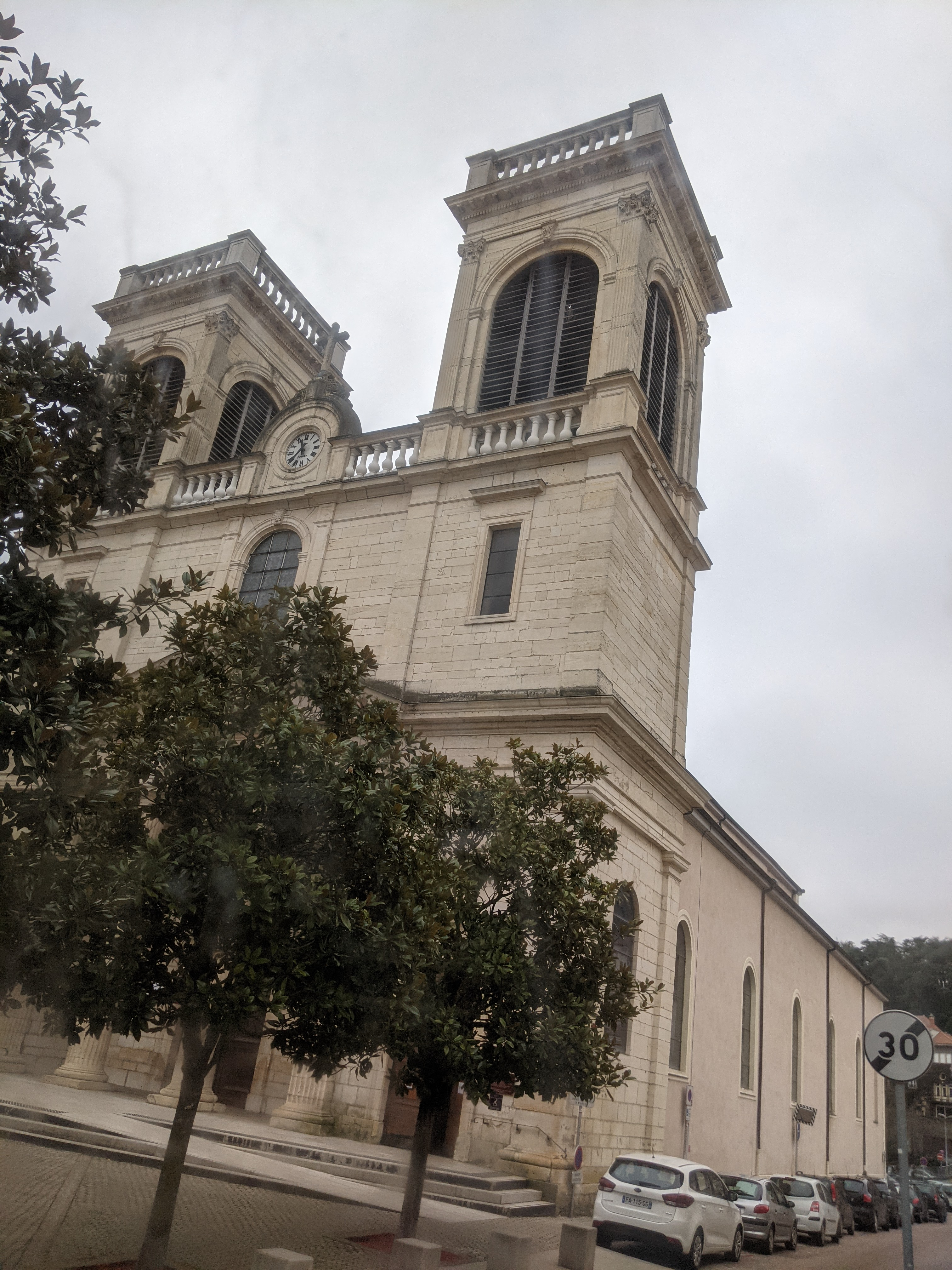
Sainte-Madeleinekerk
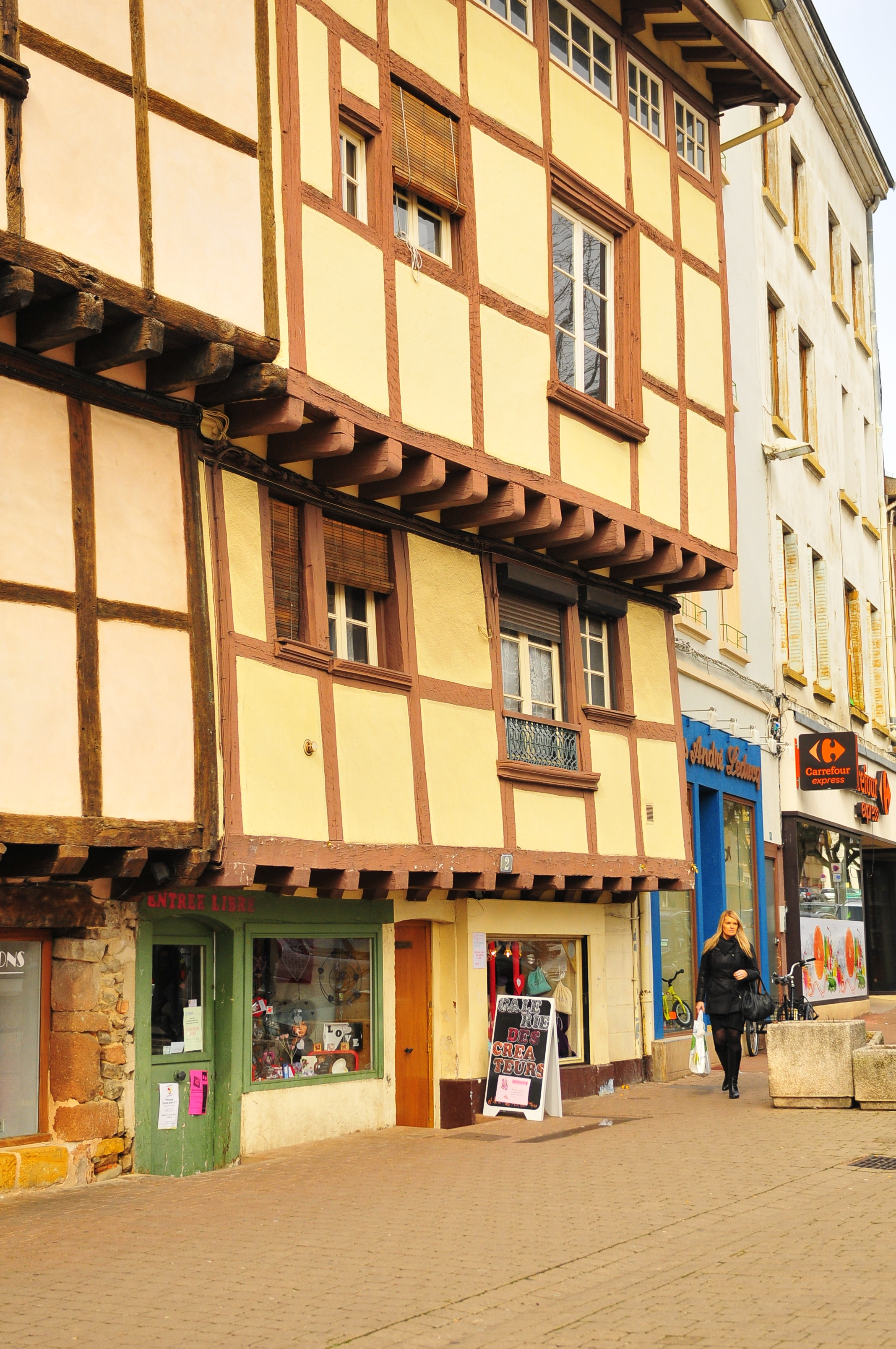
Vakwerkhuizen op de Place du Marché
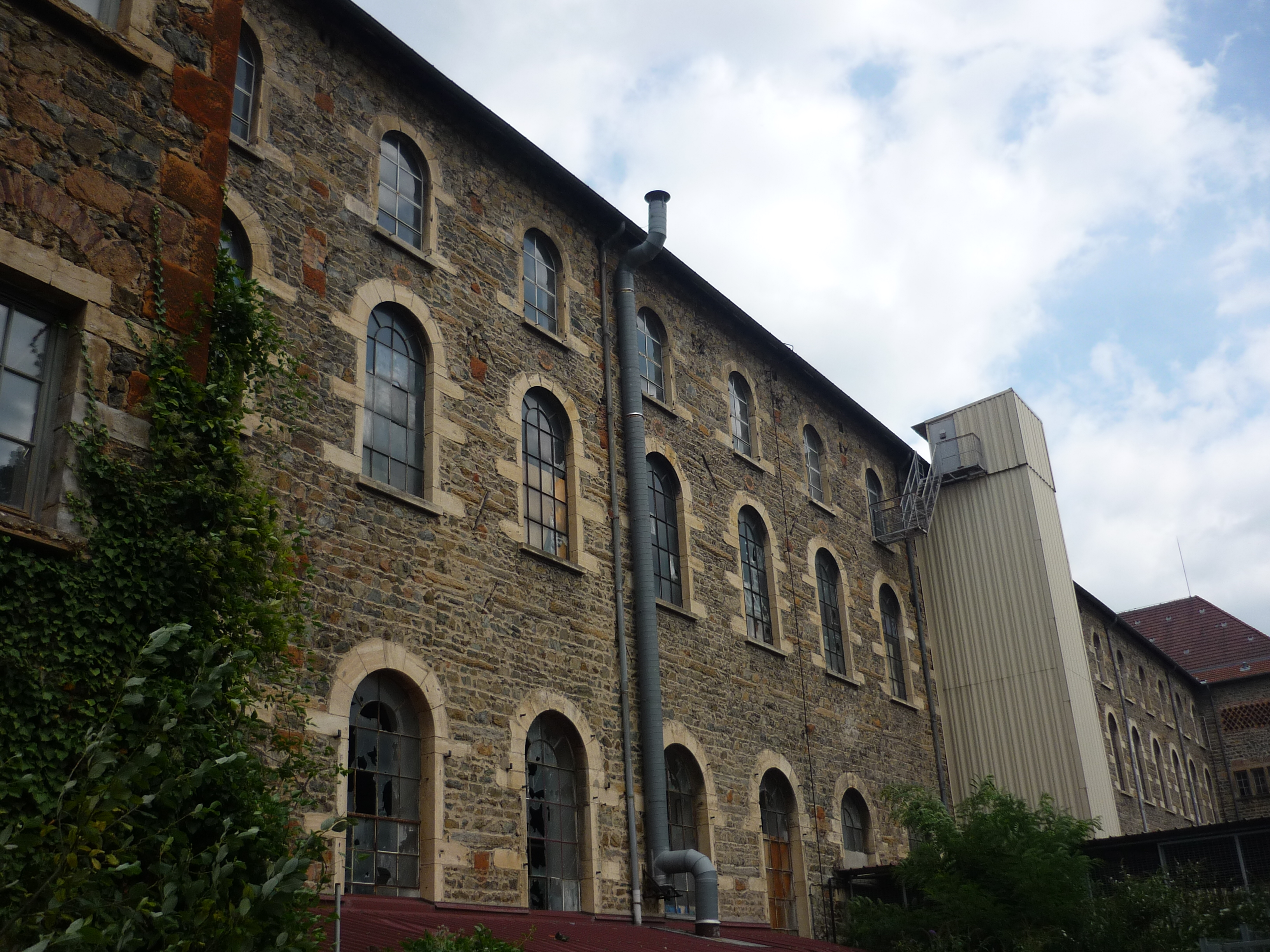
Manufactuur Jean-Baptiste Martin

## Geboren
- David Christie (1948-1997), zanger en songwriter
- Corentin Tolisso (1994), Frans-Togolees voetballer